# 彎身真小鯉
彎身真小鯉（学名：Cyprinella camura）为輻鰭魚綱鯉形目雅羅魚科的其中一種，分布於北美洲美國田納西州、堪薩斯州、路易斯安那州及密西西比州，體長可達15公分，棲息在水質混濁的急流。